# Junior Collins
Junior Collins, vlastním jménem Addison Collins Jr., (17. dubna 1927, Pine Bluff, Arkansas, USA – 14. března 1976, Dublin, New Hampshire) byl americký jazzový hornista. 
Narodil se v arkansaském Pine Bluff a ve čtyřicátých letech hrál ve vojenské kapele Glenna Millera. Později působil v orchestru Clauda Thornhilla. Rovněž byl členem nonetu trumpetisty Milese Davise. Během své kariéry spolupracoval s mnoha dalšími hudebníky, mezi něž patří například Charlie Parker, Charles Mingus a Gerry Mulligan.